# 무지당
무지당(無知黨, 영어: Know Nothing 노우 너싱[*])은 1850년대 이민자 배척을 내걸었던 미국의 정치적 모임에 의한 운동의 명칭이며, 정당 이름이나 단체명으로 사용될 때도 있었다. 그들이 주장한 것은 이민자들에 대한 정치적 억압과 반가톨릭 교회였으며, 때로는 대상 집단에 대한 폭력 사태를 일으켰다. 당시 많은 독일계나 아일랜드계의 가톨릭 이민자들이 미국으로 건너가 있었기 때문에 일반 대중의 뇌리에 이러한 이민자들이 국내를 석권할까 두려워하는 공포심이 있었다. 이러한 이민자들이 미국의 공화주의적 가치를 부정하고, 로마 교황에 의해 조종되고 있다고 생각하기도 했다. 무지당 활동은 1854년부터 1856년까지 활발하게 이루어졌으며, 이민자들의 입국과 귀화를 억제하려고 했지만 성공하지 못했다. 운동에 참여할 자격을 가진 이는 영국계의 혈통을 받는 개신교 남성에 한정되어 있었다. 저명한 지도자는 없었고, 대부분이 중산층이었다. 당시의 정치적 문제의 초점이었던 노예 제도에 대한 대응으로 분열되었다.
외국인 배척주의자는 1843년 뉴욕주에서 ‘공화당’으로 정치 활동을 할 수 있게 되었다. ‘미국 토착민당’(Native American Party)으로 주변 주로 확산되었고, 미국 태생의 백인에 호소하면서 1844년 선거에서 수천 표를 획득했다. 그러나 사학자 타일러 앤 바인더는 ‘미국 토착민당’이 1850년대 선거에서 무지당과 다른 후보를 세웠으므로 같은 단체로 보기 어렵다고 경고하고 있다.
1850년대 초반 많은 반가톨릭 교회 비밀 결사가 등장했고, 그 중에서도 ‘연합 미국인 기사단’(Order of United Americans)과 ‘성조기 기사단’(Order of the Star Spangled Banner)이 중요한 존재가 되었다. 그들은 1850년대 초반 뉴욕주 비밀 결사로 합류하여 빠르게 미국 북부에 퍼져 나갔고, 특히 중류 이하의 계급 또는 숙련공이 많았던 개신교 사이에 침투했다.

## 역사

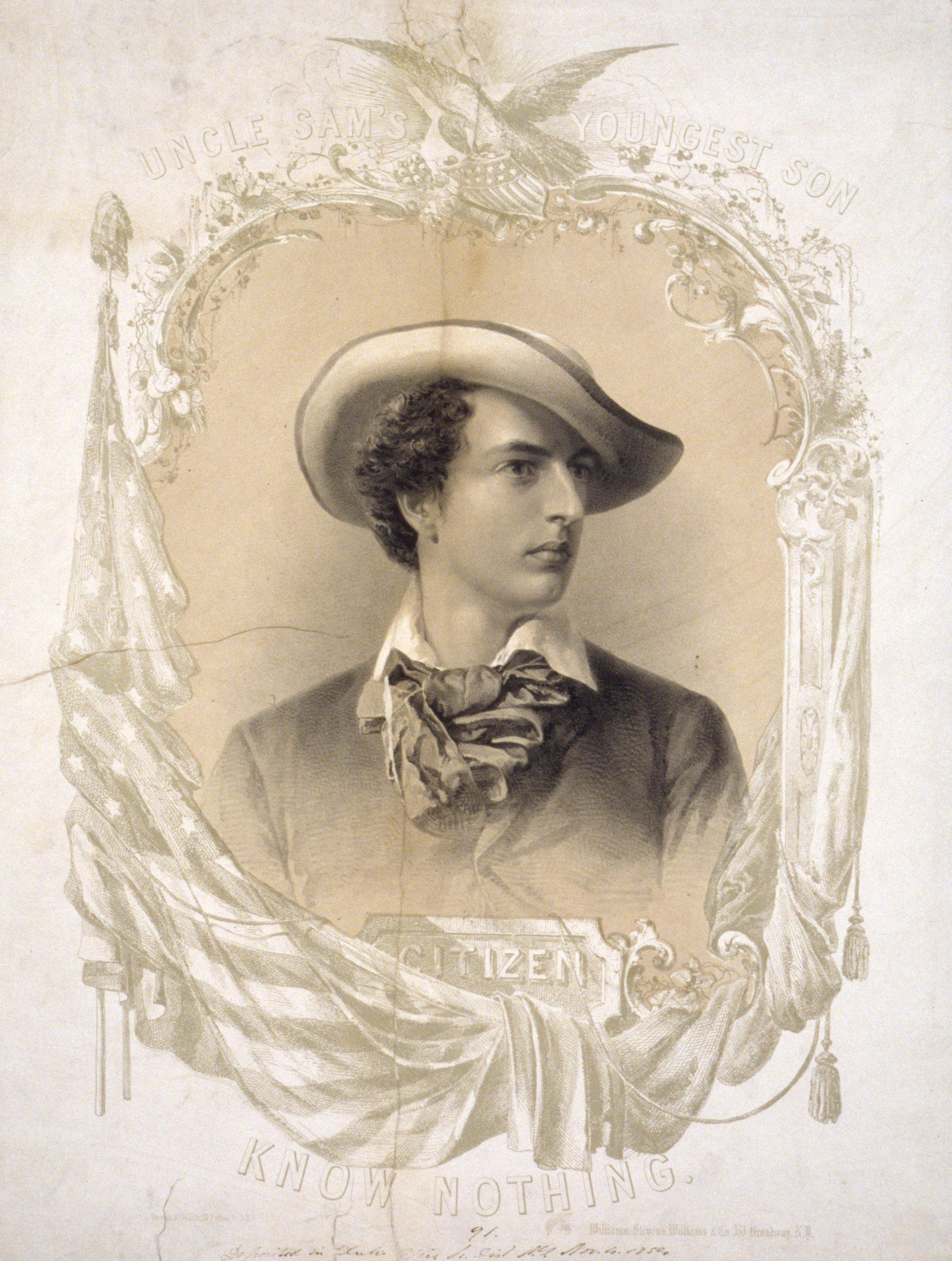

### 명칭
외부인이 그들의 것을 ‘무지당’이라고 불렀기 때문에 그 명칭이 정착되었다. 1855년 무지당은 ‘미국당’(American Party)이라는 명칭으로 처음 정치 세계에 입문하였다. 무지당의 어원은 당의 비밀스런 조직 때문이었다. 당원이 그들의 활동에 질문을 받으면, “I know nothing”(저는 아무것도 모릅니다)라고 대답을 하라고 했기 때문이다.

## 역대 선거 결과

### 역대 총선 결과
| 년도 | 하원 득표수 | 하원 득표율 | 하원 의석 | 상원 의석 | 대통령 후보/대통령 |
| ---- | ----------- | ----------- | --------- | --------- | ------------------ |
| 1844 | 53,413      | 2.1%        | 6 / 227   | 0 / 58    | 야당               |
| 1846 | 28,198      | 1.2%        | 1 / 230   | 0 / 60    | 야당               |
| 1848 | 10,539      | 0.4%        | 1 / 233   | 0 / 62    | 야당               |
| 1850 | -           | 0.0%        | 0 / 233   | 0 / 62    | 야당               |
| 1852 | -           | 0.0%        | 0 / 234   | 0 / 62    | 제이컵 브룸        |
| 1854 | 631,510     | 19.6%       | 51 / 237  | 1 / 62    | 야당               |
| 1856 | 586,254     | 15.2%       | 14 / 237  | 5 / 66    | 밀러드 필모어      |
| 1858 | 133,839     | 3.5%        | 5 / 238   | 2 / 66    | 야당               |